# 相坂くんのリトマス紙
『相坂くんのリトマス紙』（あいさかくんのりとますし）は、2016年4月5日から2018年6月26日まで文化放送超!A&G+で放送されたラジオ番組である。愛称は「相坂紙」。パーソナリティは声優の相坂優歌。

## 番組概要
声優・アーティストの相坂優歌が生徒として、全国各地の先生達（リスナー）と共に学校生活を送る番組。

## 放送時間
超!A&G+
2016年4月5日 - 2018年6月26日
- 毎週火曜日 16:00 - 16:30

※番組公式サイトにて、放送翌日から1週間アーカイブ配信。

## コーナー
先生からの連絡帳
いわゆるふつおたのコーナー。第28回から開始。
学級会
予め決められたテーマに対するリスナーの意見を募集。約一ヶ月に一回実施。第55回から開始。
○○リトマス紙
リスナーが送ったお題に対して、相坂がリトマス紙を模した赤（賛成）・青（反対）の板を掲げて賛否を決める。第5回から開始。
先生進路相談室
リスナーからの悩み相談コーナー。第28回から開始。
○○選抜選手!!
あらゆる物事の選抜選手を決定すべく、リスナーからそのテーマを募集。第28回から開始。
実体験日記○○編
リスナーから「恋愛」「日常」「学校の思い出」の３つのテーマに基く実体験を募集。第55回に「先生、ドキドキさせてください！」を改題し開始。
漫画研究会の研究テーマ
リスナーから研究テーマを募集。第35回から開始。
相坂くんにやってもらいたい、きょうの課題
相坂や番組にやって欲しいことをリスナーから募集。初回からのコーナー。
声優 相坂優歌へのリクエスト
相坂にリクエストしたい声出し・セリフをリスナーから募集。初回からのコーナー。

### 過去のコーナー
先生、ドキドキさせてください!
相坂がドキドキしてしまいそうなセリフをリスナーから募集。第28回から第55回まで。
アニサマ赤本
アニサマに初出演する相坂に対し、リスナーから提供された情報をもとにその傾向と対策を学ぶ。第5回から第25回まで。
相坂くんが知らなそうなことを教えてください
リスナーから雑学・知識を募集。初回から第28回まで。
全国各地の先生から、相坂くんへの質問!
リスナーからの質問・メッセージを募集。初回からのコーナー。特に終了等の告知はされていないが、事実上「先生からの連絡帳」がその内容を代替している。

## ゲスト
- 第46回（2017年2月21日放送）- 尾崎世界観（クリープハイプ）
- 第95回（2018年1月30日放送）- 宝野アリカ（ALI_PROJECT）
- 第98回（2018年2月20日放送）- 森永真由美
- 第101回（2018年3月13日放送）- 大森靖子

## 主題歌
- オープニング：相坂優歌「透明な夜空」
- エンディング：相坂優歌「Impulse」